# Saud al-Szuraim
Saud ibn Ibrahim ibn Muhammad al-Szuraim (arab. سعود الشريم, ur. 1964 lub 1966 w Rijadzie) – saudyjski szejk, pisarz, sędzia, imam Wielkiego Meczetu w Mekce, jeden z bardziej znanych recytatorów Koranu.

## Życiorys
W roku 1992 roku ukończył studia magisterskie. Został mianowany przez króla Fahda imamem Wielkiego Meczetu w Mekce, a rok później objął funkcję sędziego Sądu Najwyższego Arabii Saudyjskiej.
W 1995 roku został wykładowcą na Uniwersytecie Umm al-Kura.